# 巴黎地鐵13號線
巴黎地铁13号线（法語：Ligne 13 du métro de Paris）为法國巴黎地铁路网之一，于1911年通车。本线自巴黎西北郊的阿尼耶-热讷维利耶，以及北郊的圣但尼起，向南合并穿过巴黎市区中西部，穿越塞纳河，最终到达巴黎南郊的沙蒂永-蒙鲁日，线路长度居巴黎地铁之首。

## 历史

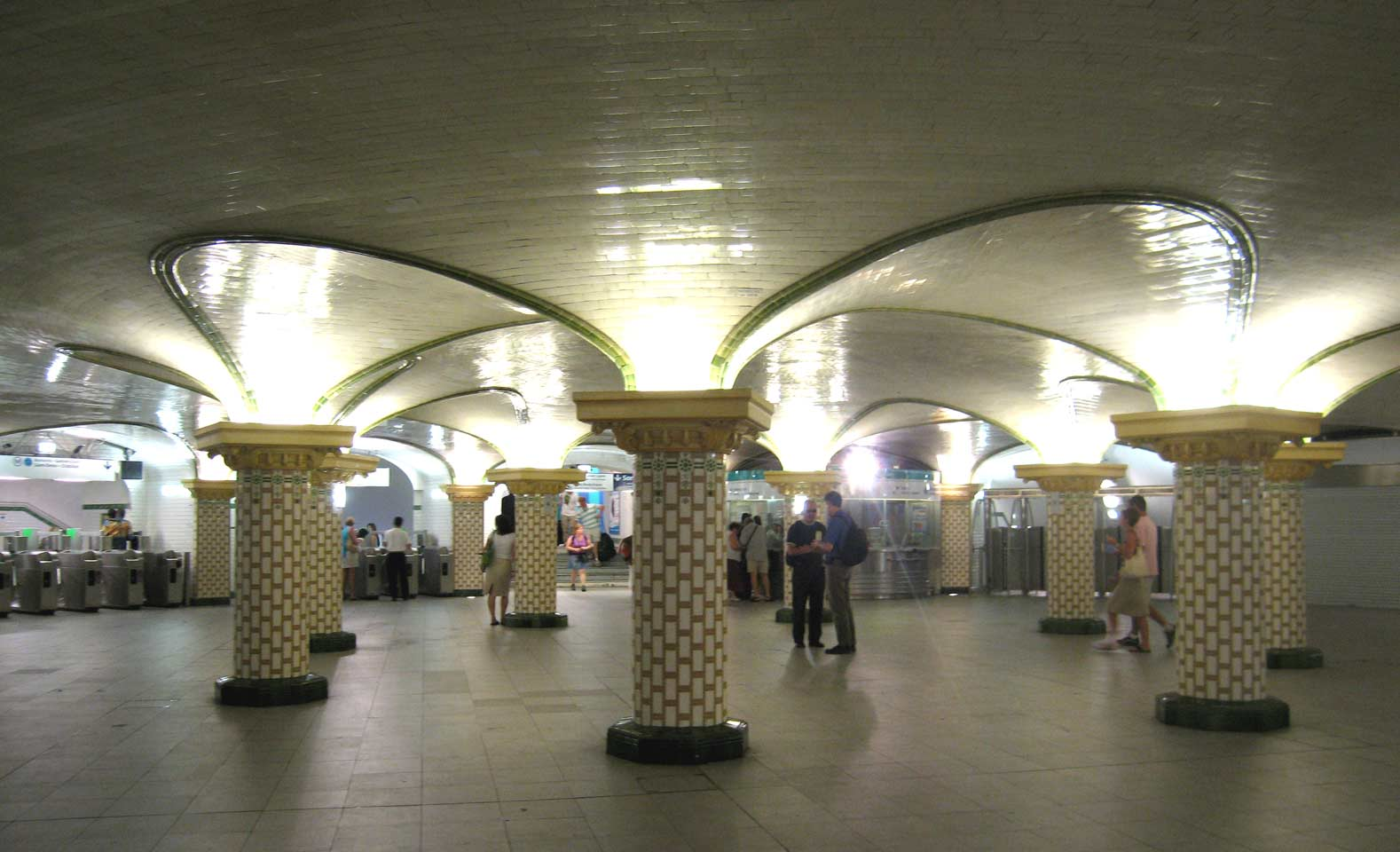
圣拉扎尔站: 曾经的北南公司圆形大厅

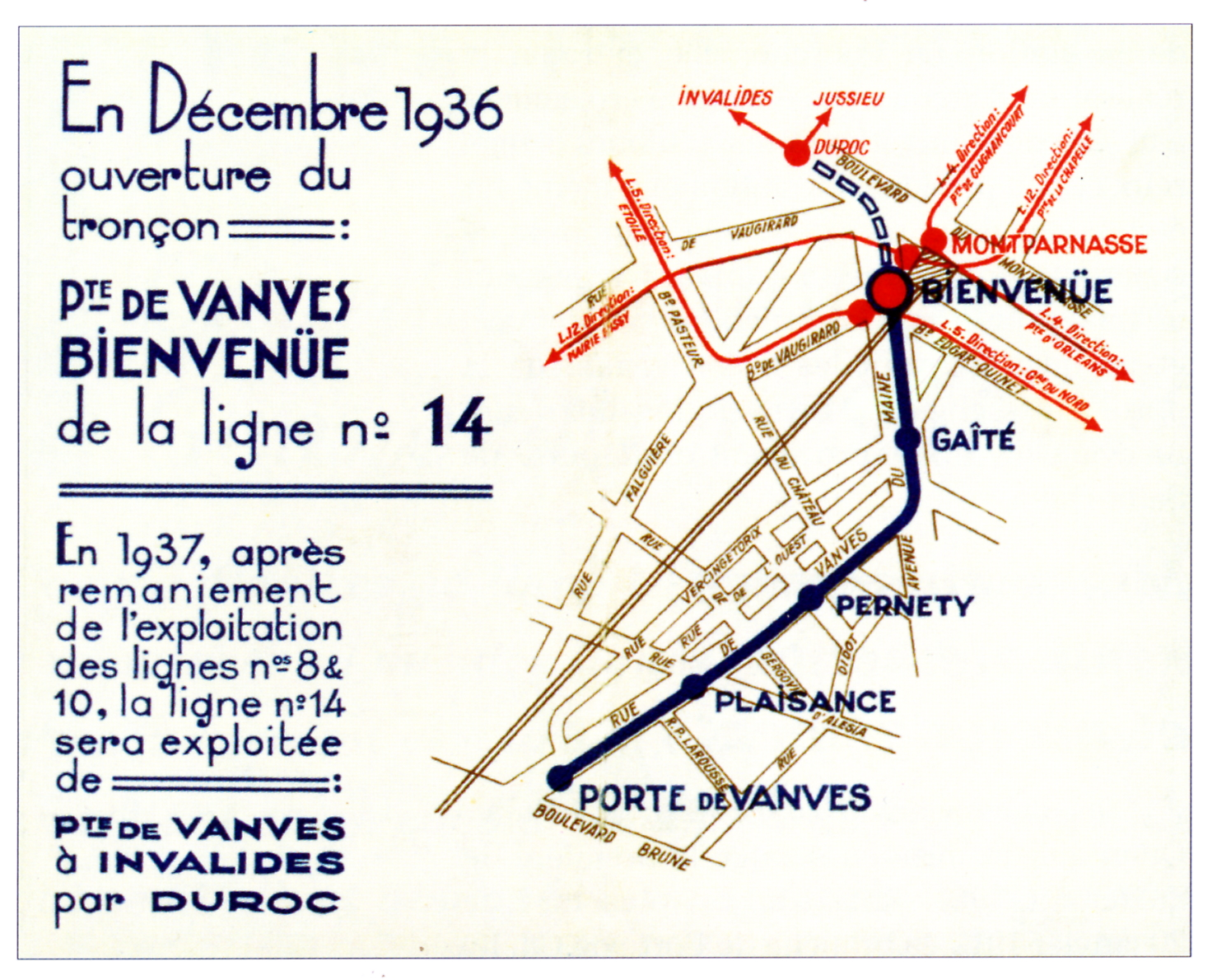
1936年即将完工的14号线，现为13号线南段

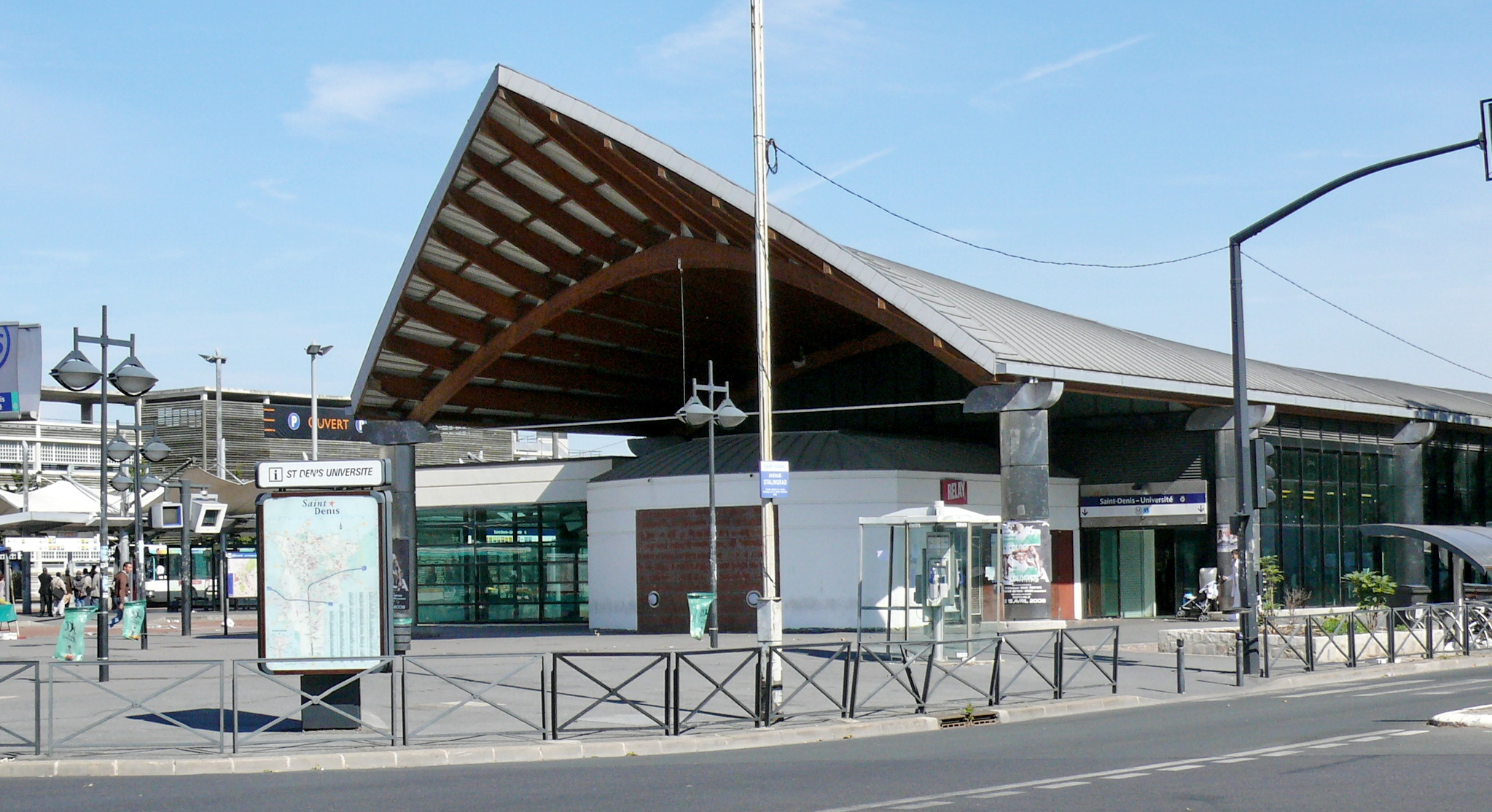
圣但尼大学站外景

13号线并非是巴黎地铁一期路网的一部分。但在巴黎城铁公司修建一期路网时，另一家地铁公司--北南地下电气铁路公司同时参与了地铁路网的竞争。1910年代初，城铁公司的一期路网完工之际，北南公司规划和修建的地铁A线和B线也相继完工，1930年北南公司被城铁公司收购，AB两线分别改名为12号线和13号线。
- 1901年12月28日，巴黎市政当局批准北南公司修建三条地铁线，与当时主修地铁一期路网的巴黎城铁公司（法语：Compagnie du chemin de fer métropolitain de Paris）竞争。其中的B线将服务巴黎市区西北部。1905年6月19日，线路资讯对公众发布，当时线路仅长2.87公里，连接圣拉扎尔车站和圣旺门（法语：Porte de Saint-Ouen）; 1909年6月11日，新增一条1.43公里的支線，通往克利希门（法语：Porte de Clichy）。

- 1911年2月26日，连接圣拉扎尔站和圣旺门站的B线投入使用。次年1月20日，通往克利希门站的分支亦建成通车。

- 北南公司将车站设计得较为高雅，以此来吸引更多的乘客，但高昂的维护成本让北南公司最终因财政困难而于1930年1月1日被城铁公司收购，B线改名为13号线。北南公司原有的架空电缆供电也统一改为第三轨供电。

- 城铁公司并购北南公司后，于1933年起接手修建北南公司1901年三条地铁线计划中遗留下来的C线 (蒙帕纳斯车站-旺沃门站，往巴黎南部)，但由于时间紧迫，仅修建了比安弗尼站 (现为蒙帕纳斯-比安弗尼站) 以南的路段。1937年1月21日，C线完工并成为14号线。同年，为使左岸的地铁路网更加均衡，巴黎地铁线路在巴黎左岸西部进行了一个很大的调整: 8号线改为开往巴黎西南角，10号线相应的延伸至8号线原有的西部路段，而弃用自身固有的西北路段，即荣军院路段。而14号线新修了一段隧道接通比安弗尼和迪罗克站，接上10号线的弃用路段。此时14号线连接旺沃门站和荣军院站。

- 二战期间，为降低失业率，当局于1940年11月20日决定将13号线的圣旺门支線 (北支線) 向北延长至普莱耶尔十字路站，为此，13号线的站点出入口和用车都将进行改造和更换，但限于财政状况一时无法实现。为此，城铁公司还曾决定对克利希门支線 (西北支線) 暂时性移除，以巴士代替。最终经过多年延迟后，1952年6月30日，北支線延伸完成。但两个支線的客流不平衡却引发了运作上的困难。

- 二战之前，当局就在考虑13号线和14号线的合并问题。后来1965年大区快铁修建方案中的一条南北线，连接圣拉扎尔和蒙帕纳斯，最终因为成本问题而改为连接13号线和14号线替代，同时，13号线的北部两个支線，14号线的南部都将延长。并线工程自1968年展开，其中塞纳河河底隧道从1973年11月开始施工，采用沉管法，使用了4块长32米，宽8.6米的沉箱，耗时两年完成。

- 同时，13号线的北支線向北延长两站至圣但尼大教堂站，南部则于1973年6月27日延长一站至米罗梅尼尔站，又于1975年2月18日再延长一站至香榭丽舍-克列孟梭站。相应的，14号线也向南延长三站至沙蒂永-蒙鲁日站。

- 1976年6月20日，13号线北支線北延段通车，同年11月9日，14号线南延段亦通车，而同日塞纳河河底隧道亦投入使用，13号线和14号线就此合并为13号线。

- 1970年代末，当局计划将西北分支延长至塞纳河畔阿涅尔和热讷维利耶，并且延伸路段将位于架空位置。这项举措由于引发噪音扰民，而导致长时间的争论，最后在成本和环境之间权衡，改为2.8公里地底，412米高架桥过塞纳河的方案。1980年5月9日，线路向西北延伸两站至阿尼耶和热讷维利耶之间的加布里埃尔·佩里站。

- 1998年5月25日，北分支又延长一站至圣但尼大学站，接近巴黎第八大学和国家档案馆。2008年6月14日，西北分支再延长两站至莱库尔蒂耶站。

## 车站列表

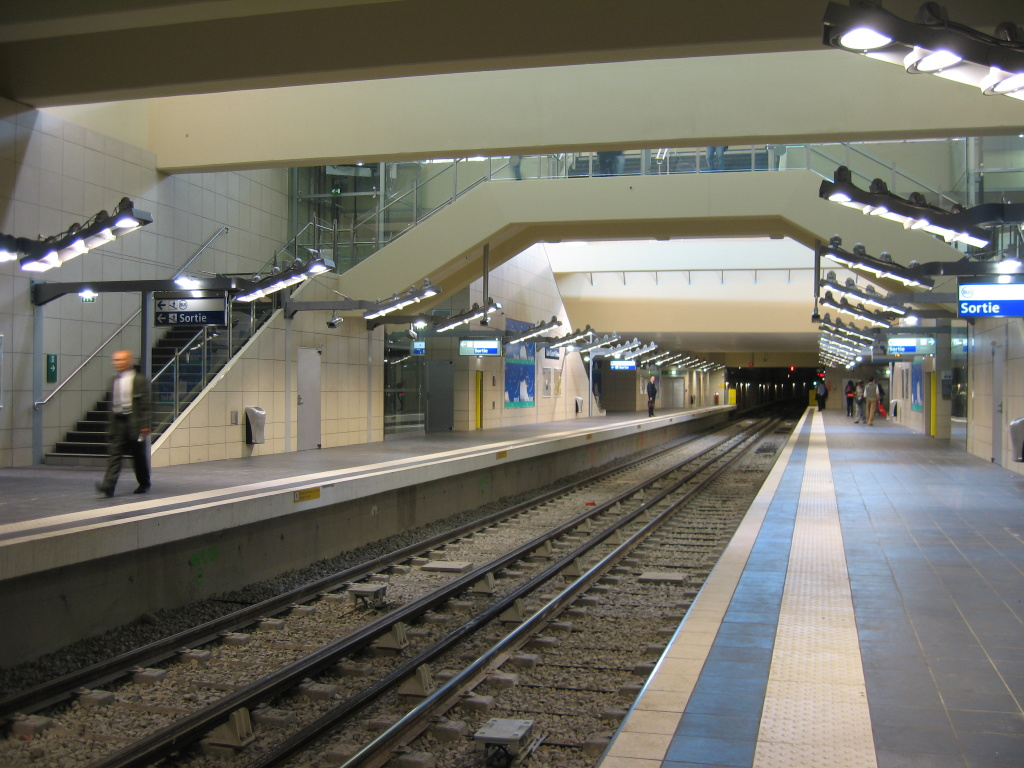
阿涅尔-热讷维利耶终点站

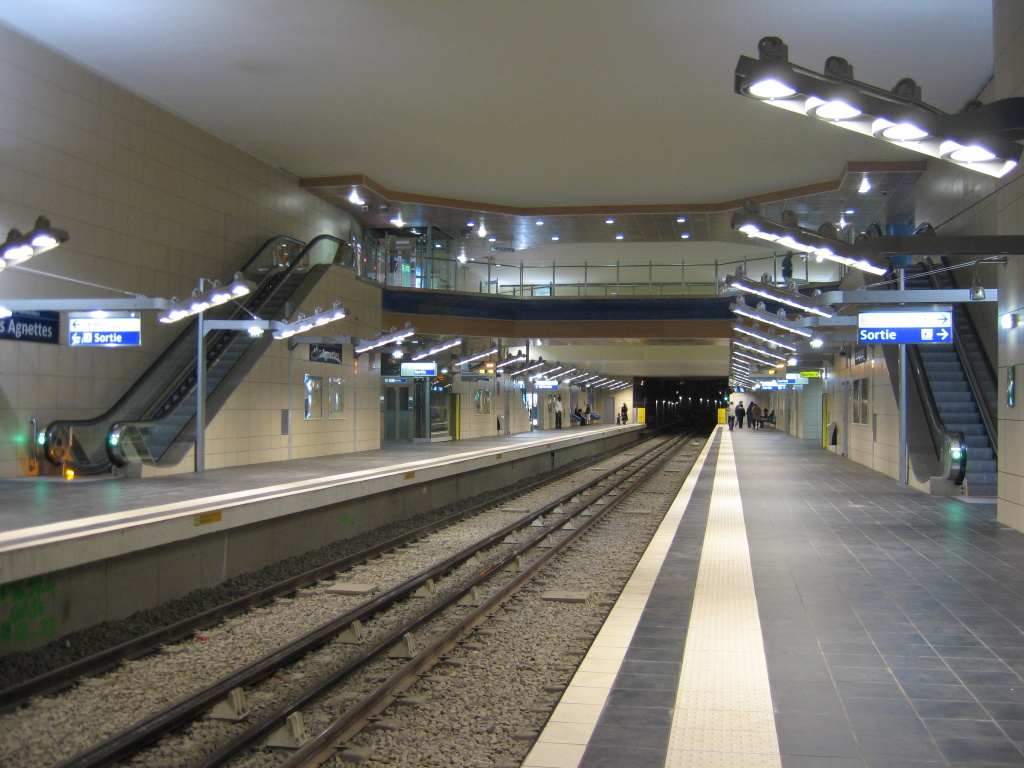
莱萨涅特站

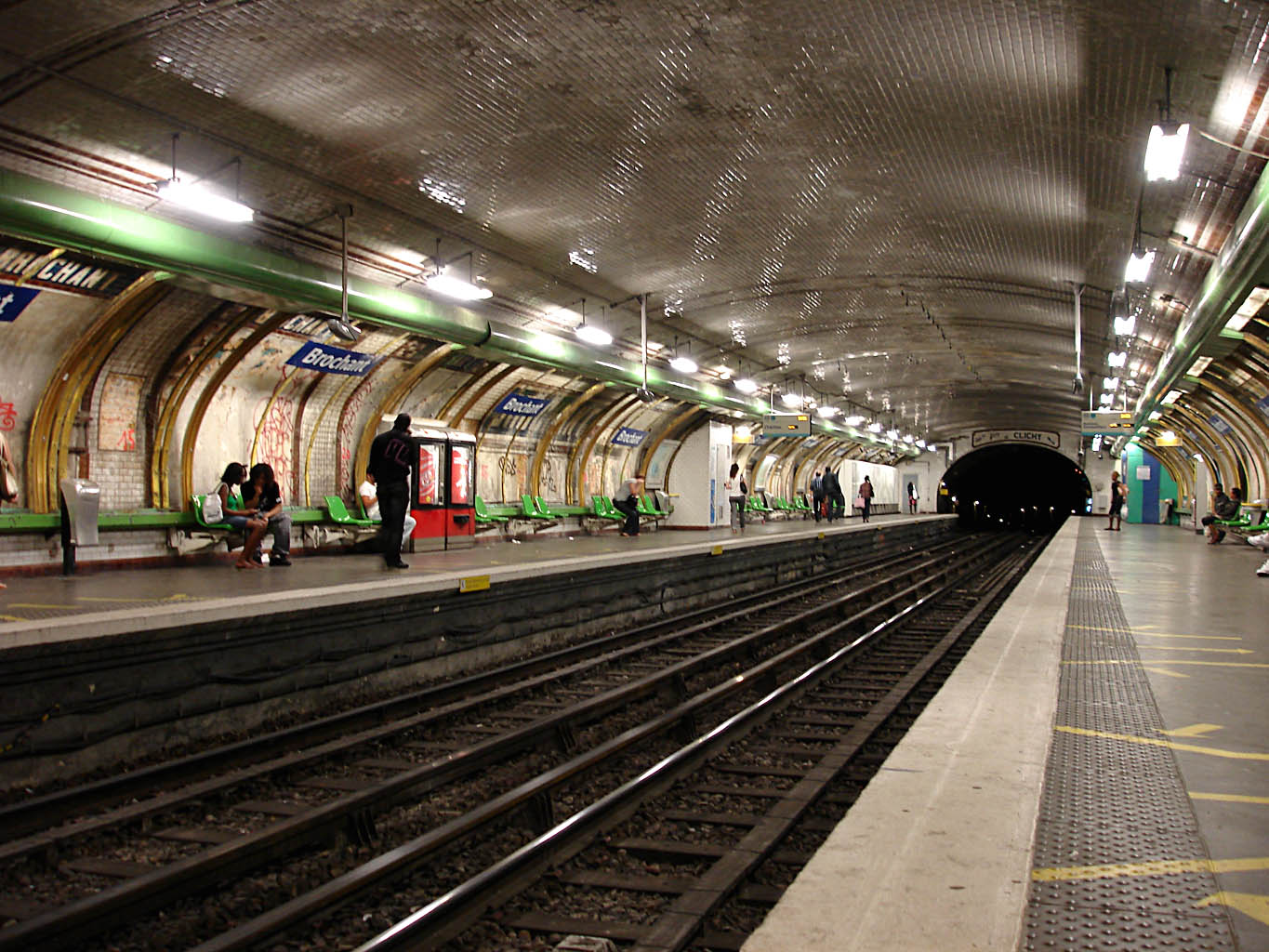
正在翻新中的博尚站

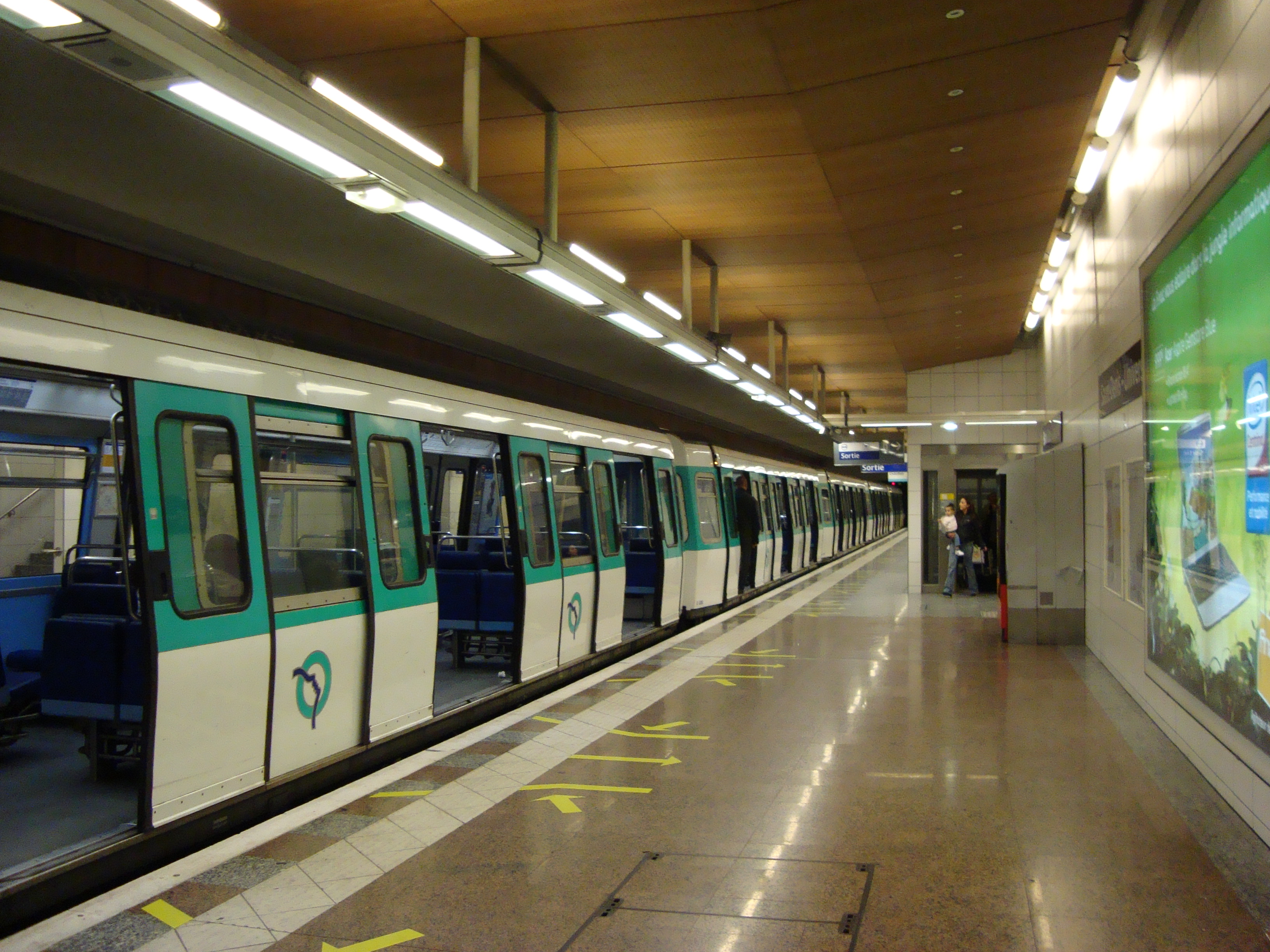
圣但尼大学站

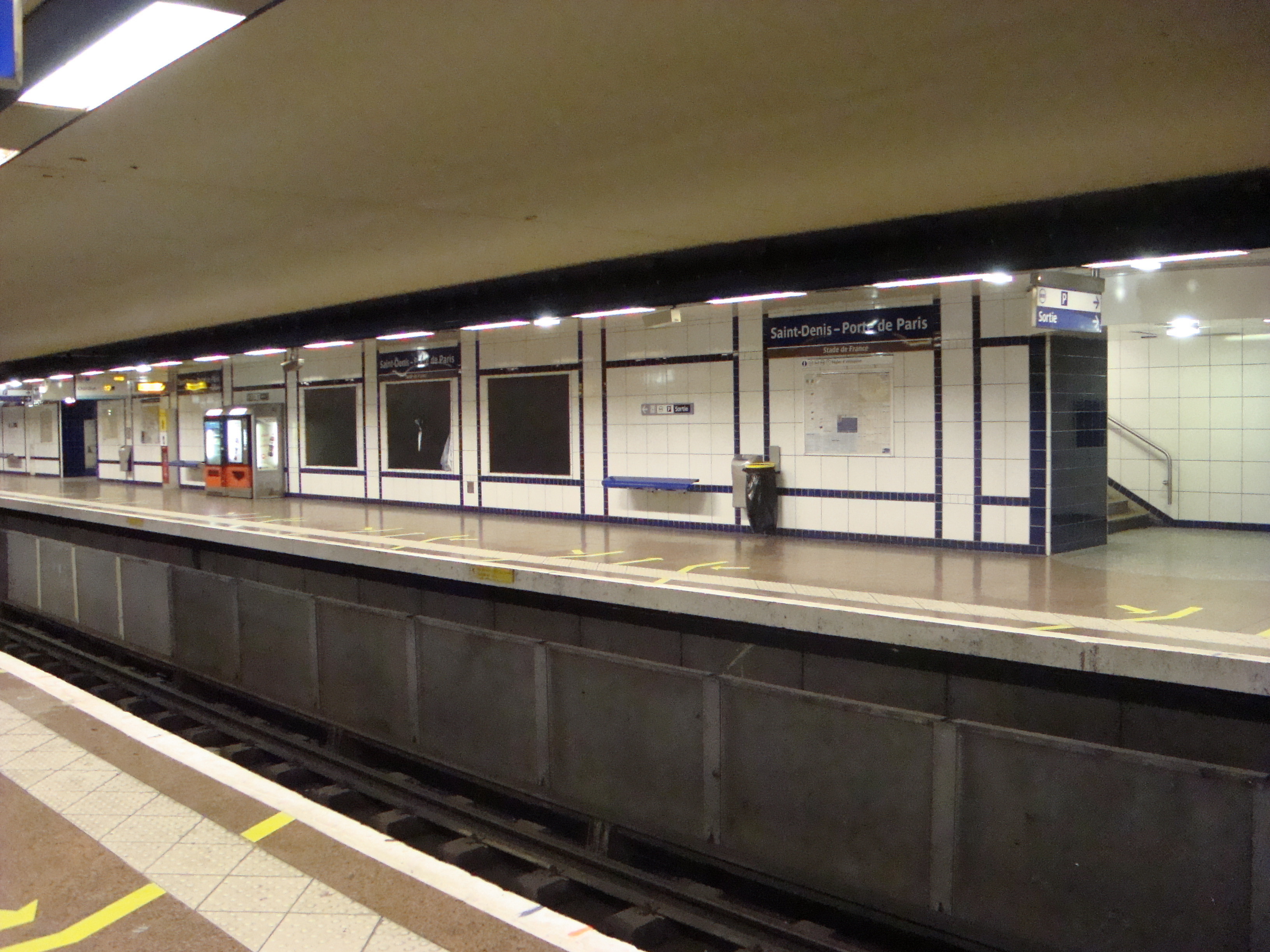
圣但尼-巴黎门站

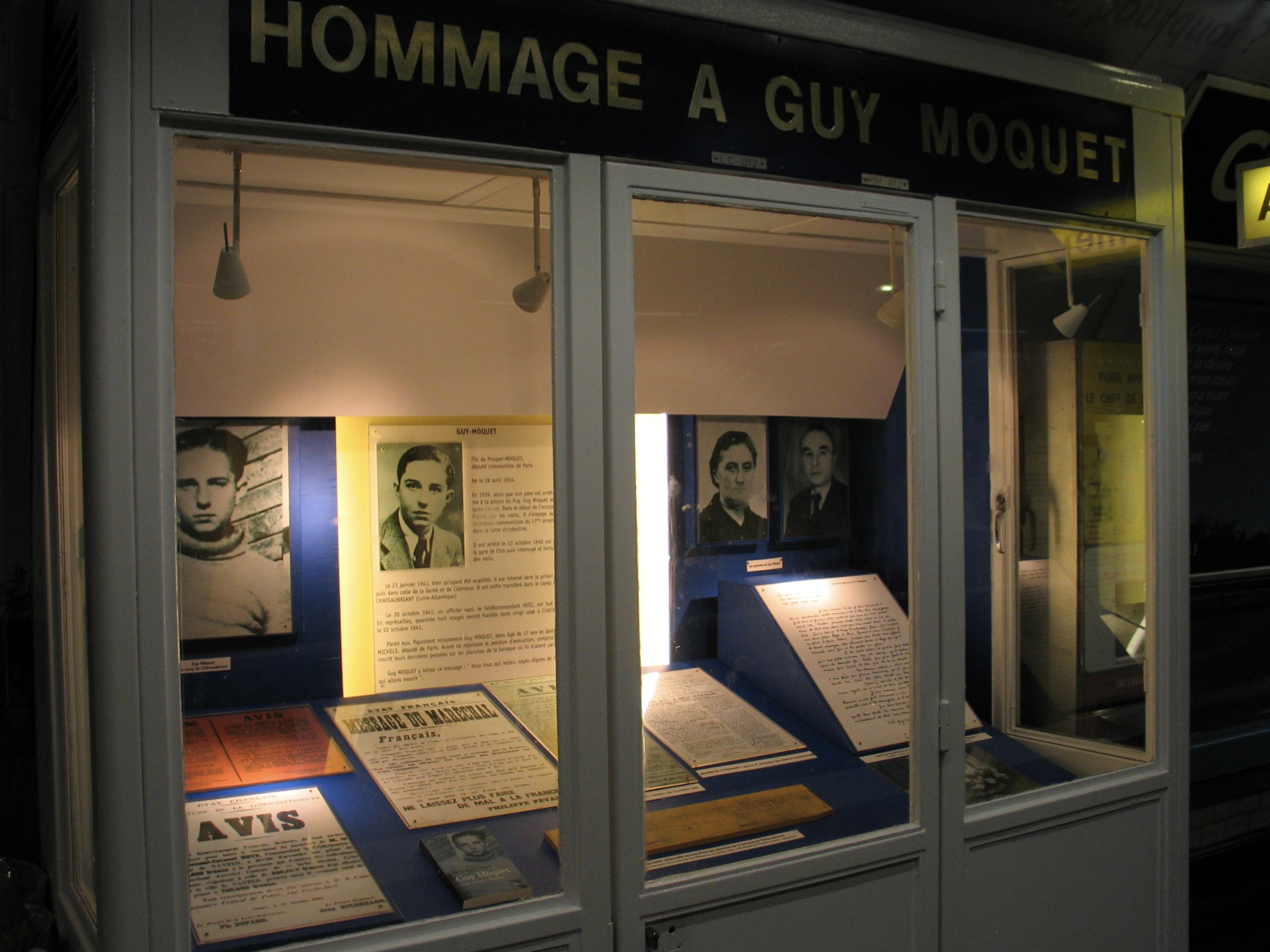
居伊·莫凯站的橱窗

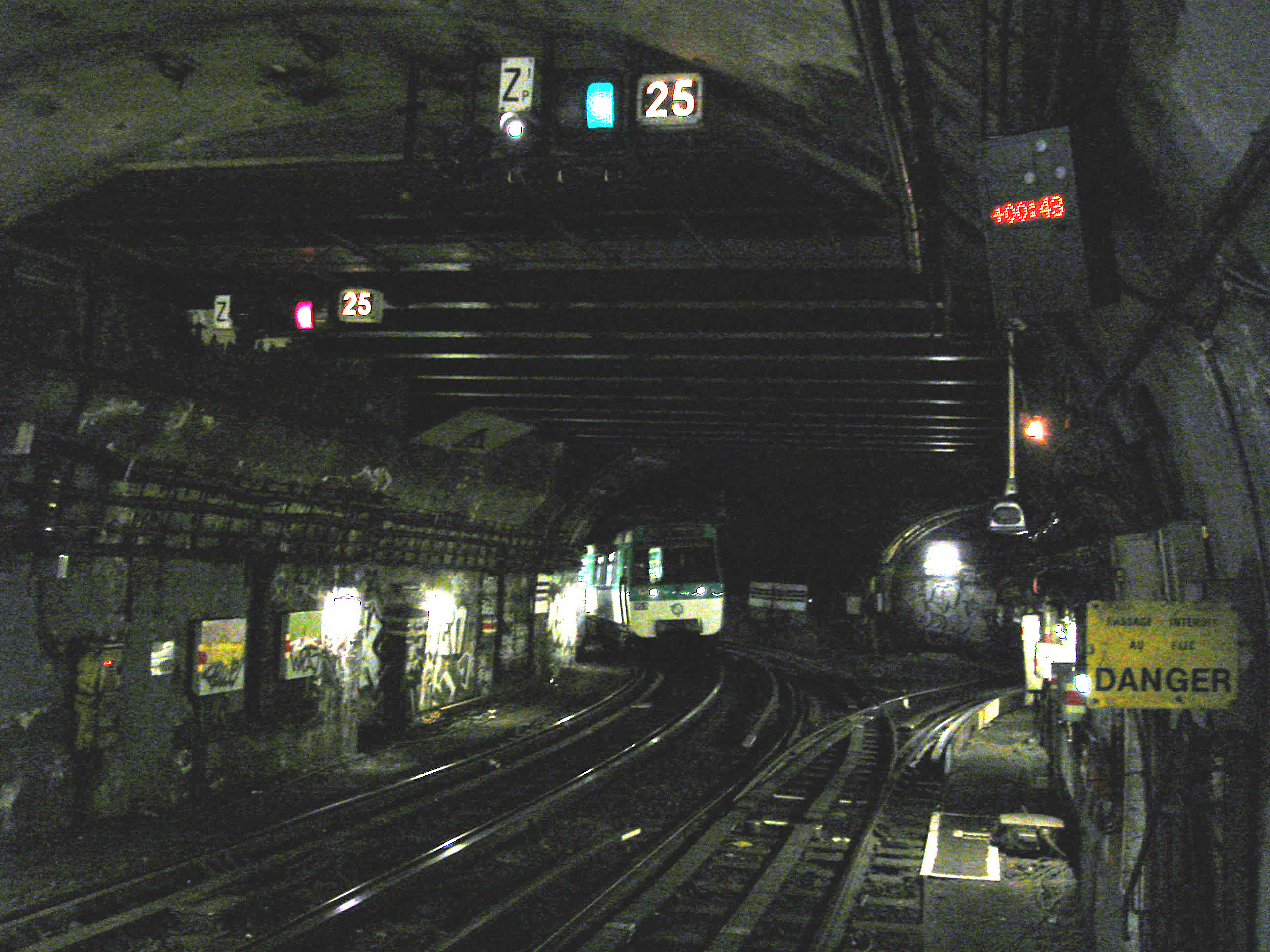
岔路口站北边隧道, 左边通往阿尼耶, 右边通往圣但尼

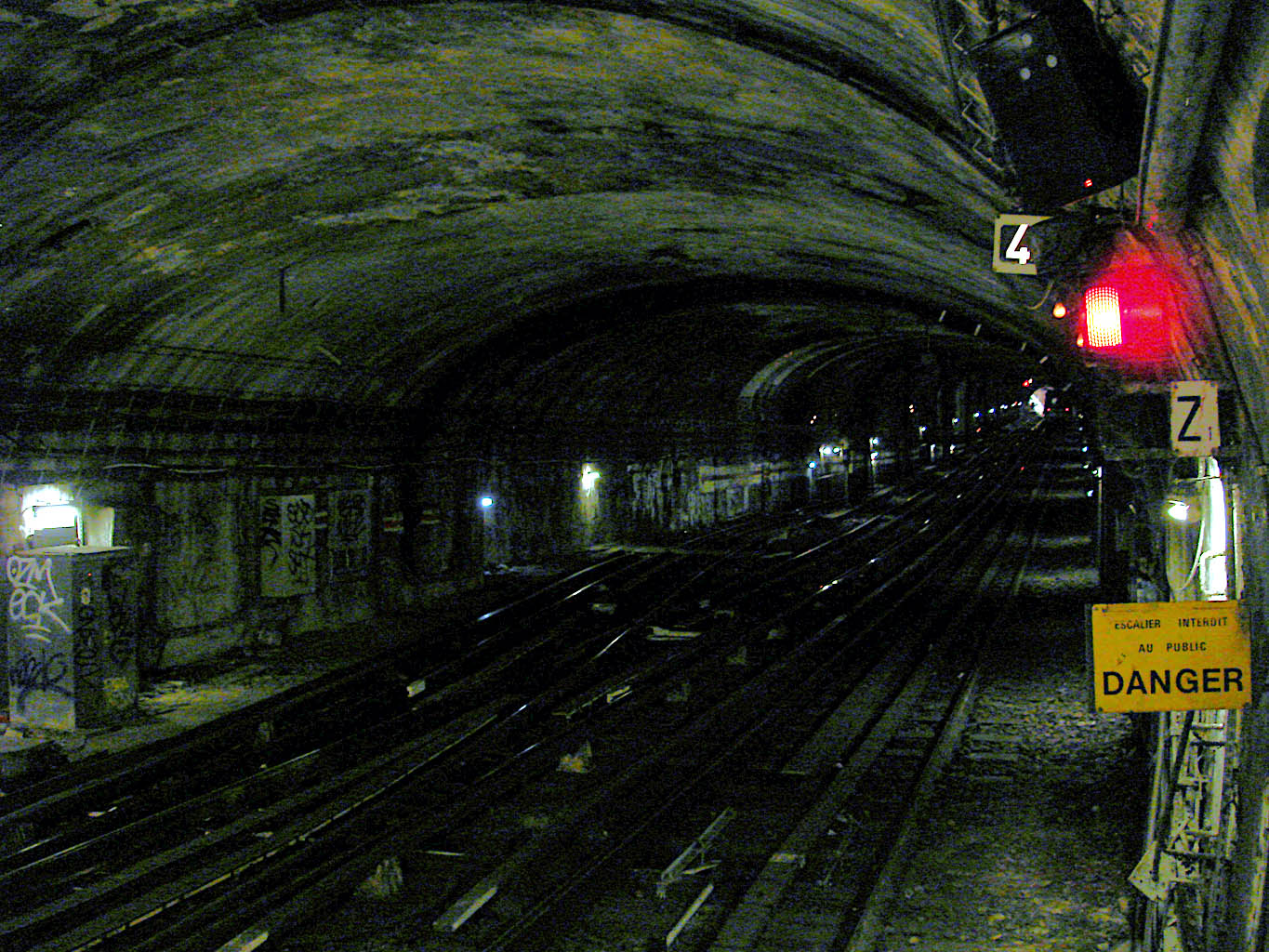
克利希广场站北边隧道, 左边的路轨接往岔路口站下层月台, 中间和右边的路轨接往上层月台

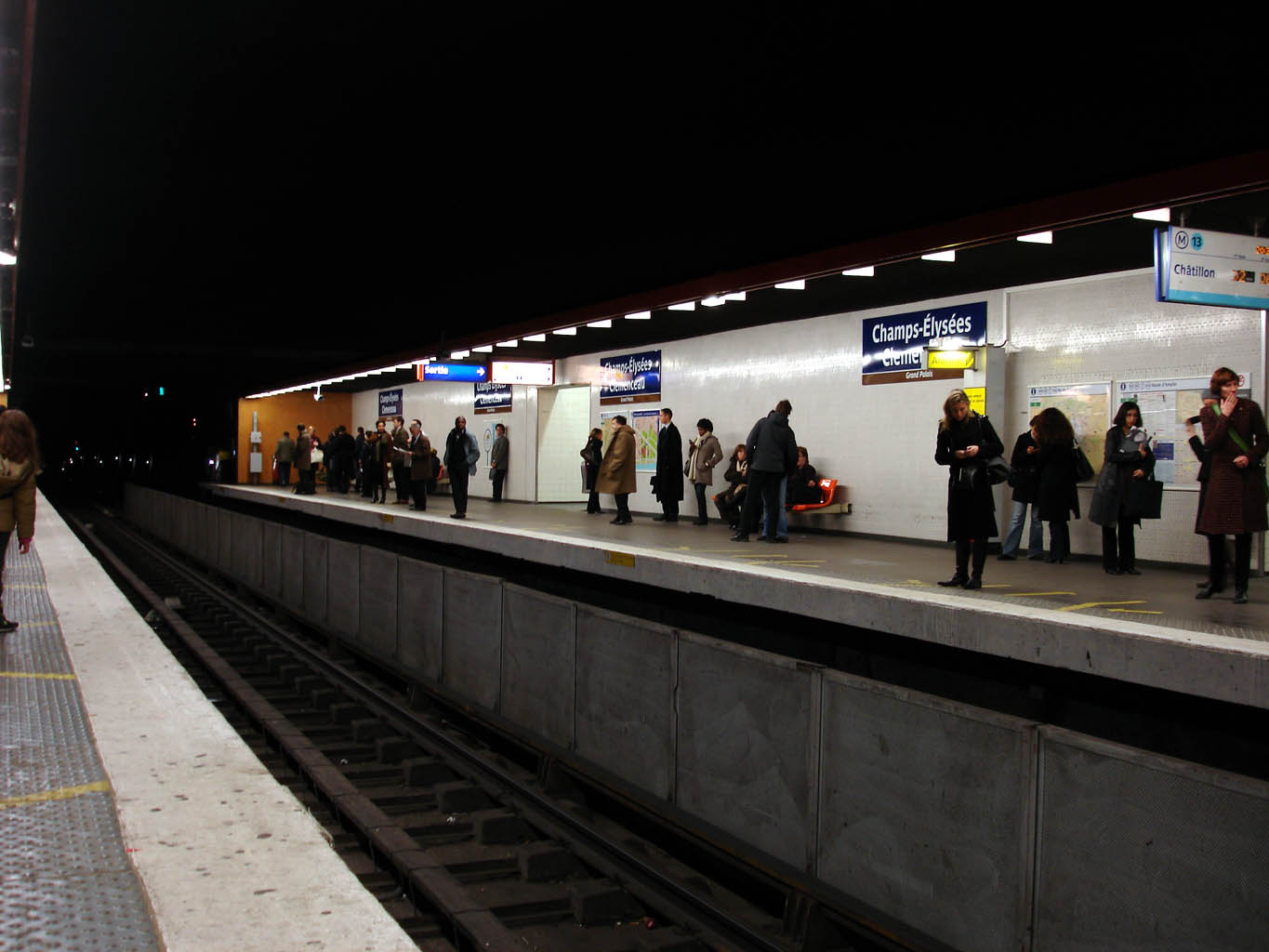
香榭丽舍-克列孟梭站

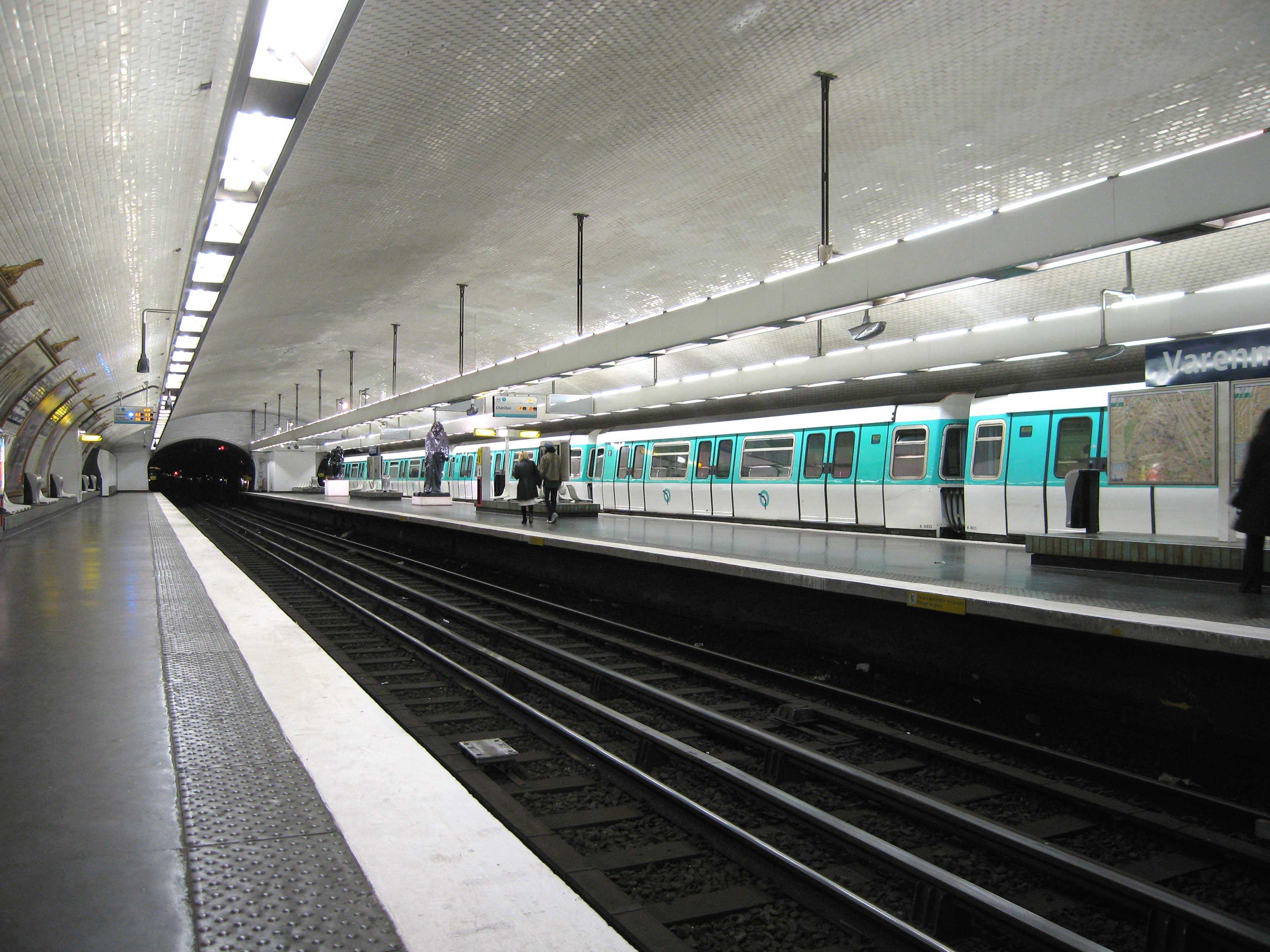
瓦雷纳站，月台上有罗丹的作品

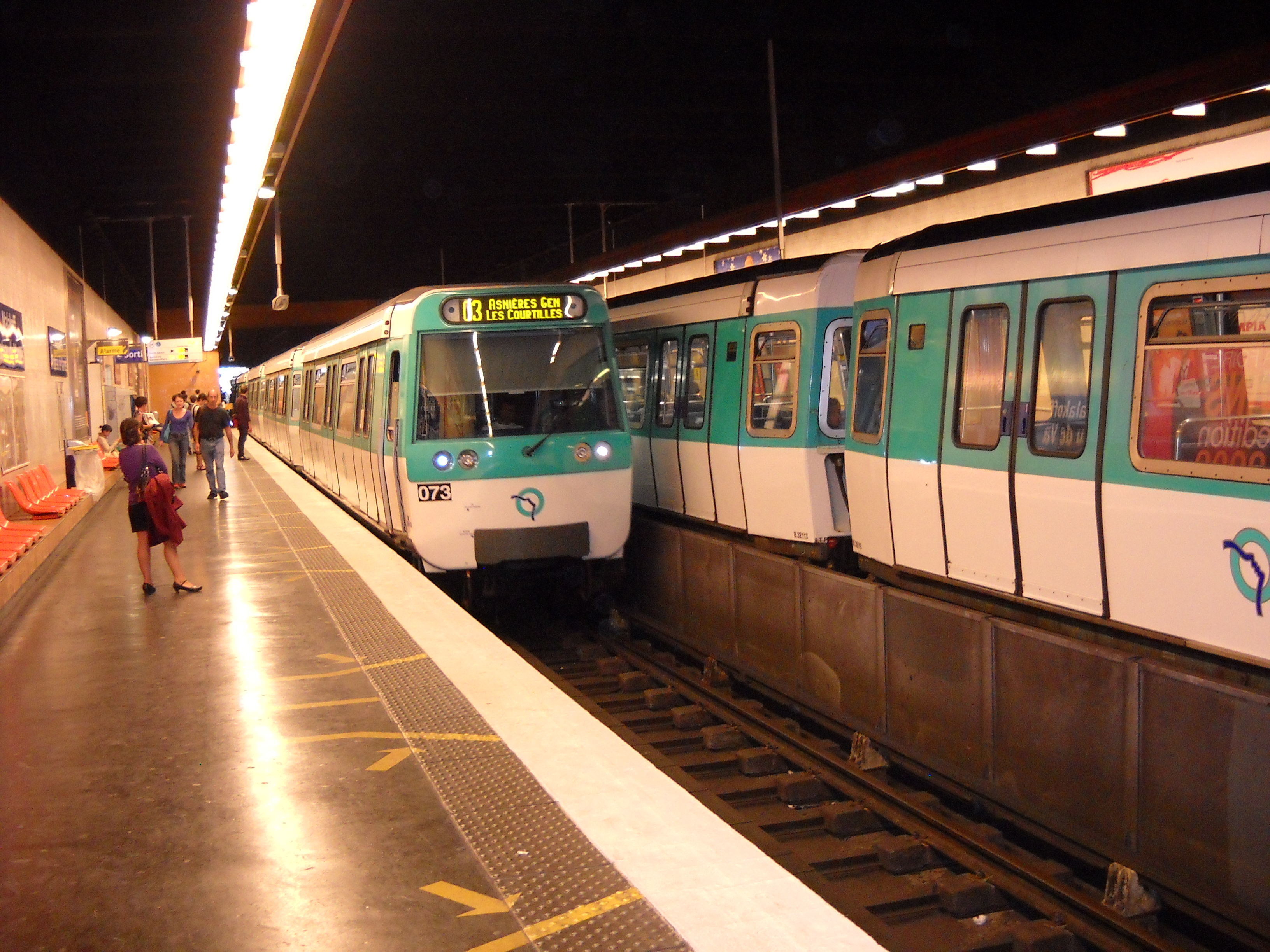
马拉科夫-旺沃台站

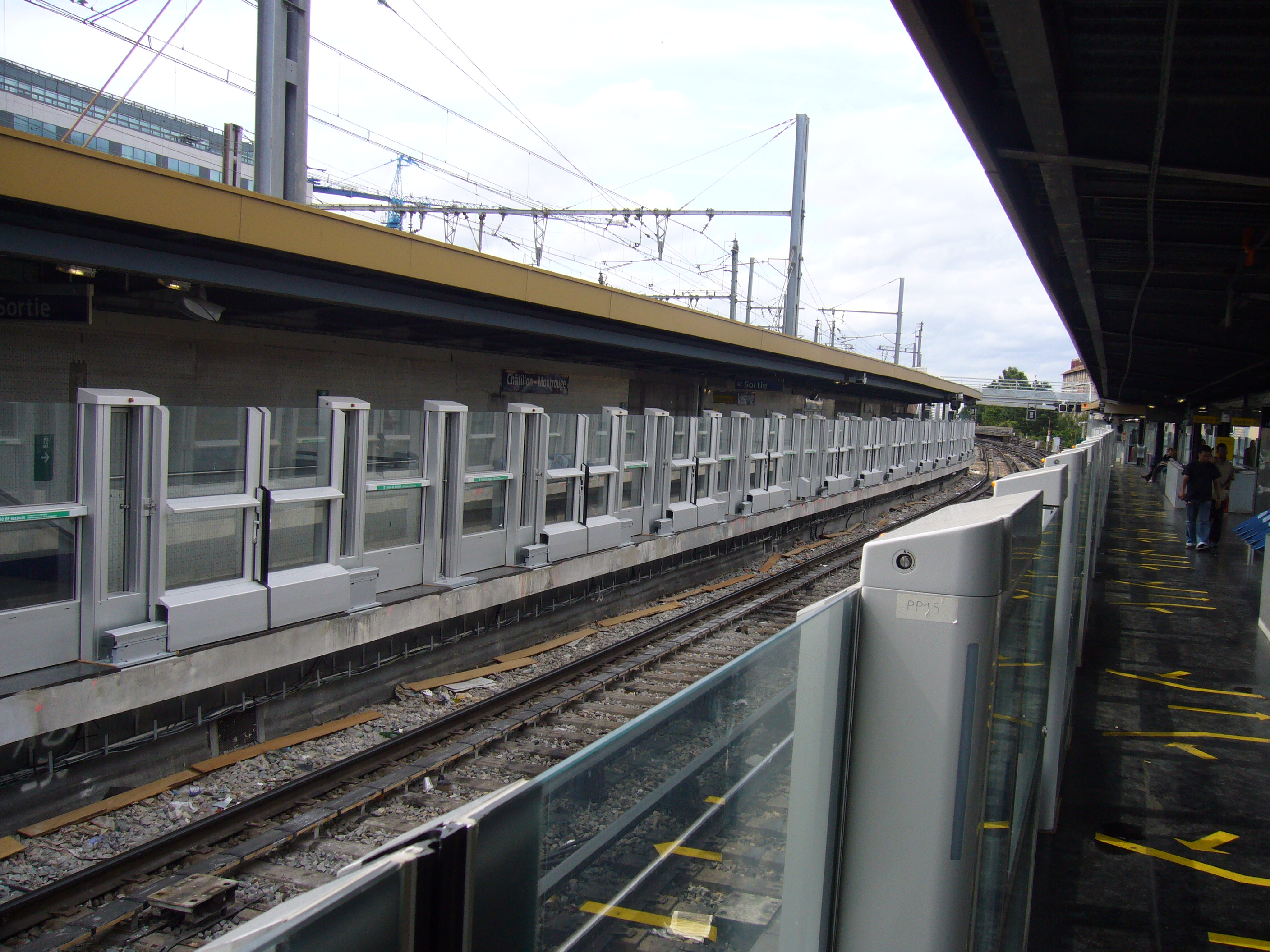
沙蒂永-蒙鲁日站

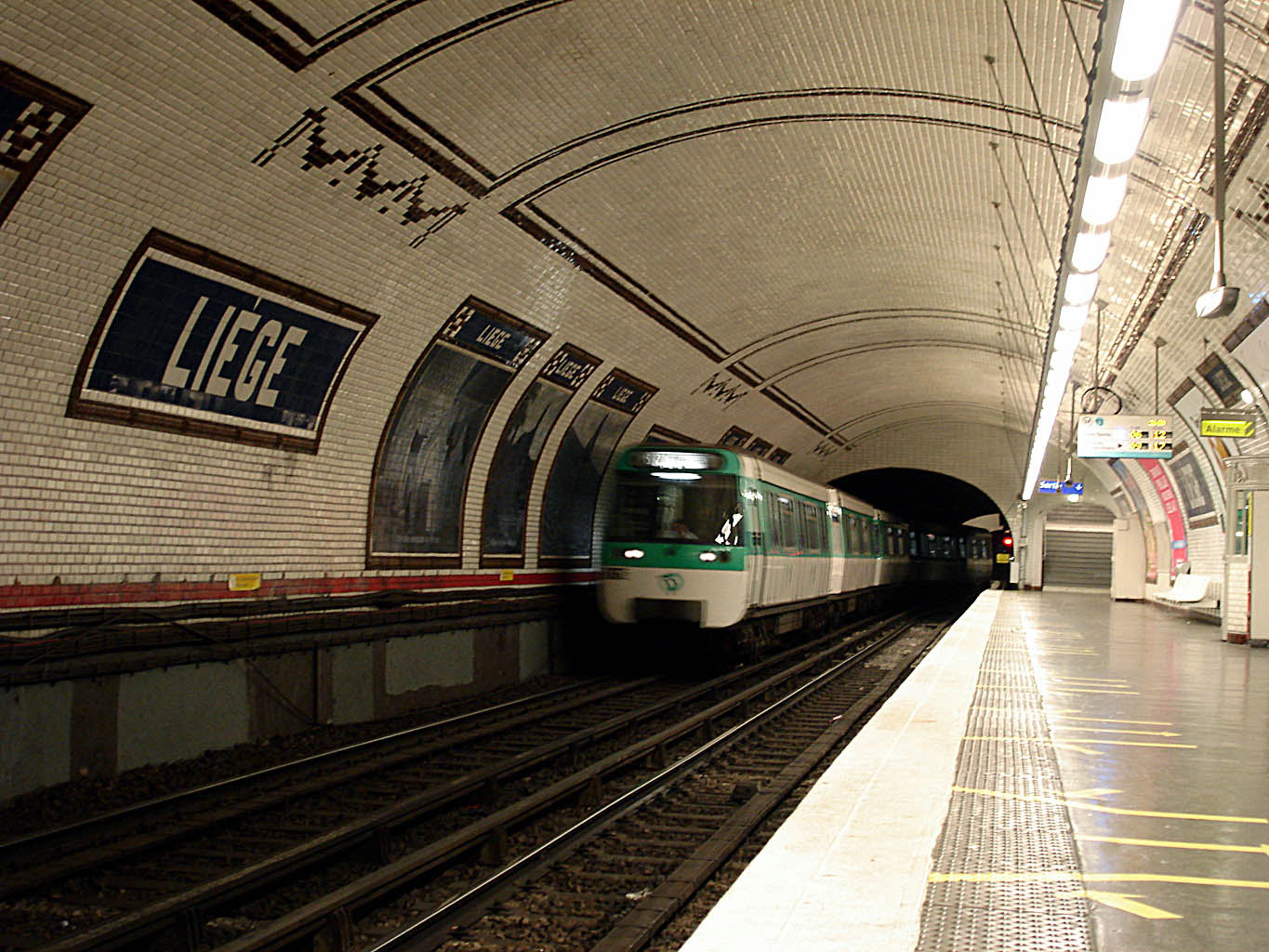
列日站

| 無障礙通行     | 中文站名               | 法文站名       | 轉乘路線                                                                          | 所在地         | 所在地                     |
| 莱库尔蒂耶支線 | 莱库尔蒂耶支線         | 莱库尔蒂耶支線 | 莱库尔蒂耶支線                                                                    | 莱库尔蒂耶支線 | 莱库尔蒂耶支線             |
| -------------- | ---------------------- | -------------- | --------------------------------------------------------------------------------- | -------------- | -------------------------- |
| ✓              | 莱库尔蒂耶             |                |                                                                                   | 上塞納省       | 塞納河畔阿涅爾、熱訥維利耶 |
| ✓              | 莱萨涅特               |                |                                                                                   | 上塞納省       | 塞納河畔阿涅爾、熱訥維利耶 |
|                | 加布里埃尔·佩里        |                |                                                                                   | 上塞納省       | 塞納河畔阿涅爾、熱訥維利耶 |
|                | 克利希市政厅           |                |                                                                                   | 上塞納省       | 克利希                     |
|                | 克利希門               |                | (RER) · (C) · (T) · (3)                                                           | 巴黎           | 17區                       |
|                | 博尚                   |                |                                                                                   | 巴黎           | 17區                       |
| 聖但尼支線     |                        |                |                                                                                   |                |                            |
| ✓              | 聖但尼大學             |                | （居訥梅爾，出站轉乘）                                                            | 塞納-聖但尼省  | 聖但尼                     |
|                | 聖但尼聖殿             |                | （聖但尼市場，出站轉乘）                                                          | 塞納-聖但尼省  | 聖但尼                     |
| ✓              | 聖但尼-巴黎門          |                |                                                                                   | 塞納-聖但尼省  | 聖但尼                     |
|                | 普莱耶尔十字路         |                |                                                                                   | 塞納-聖但尼省  | 聖但尼                     |
|                | 聖旺市政厅             |                |                                                                                   | 塞納-聖但尼省  | 塞納河畔聖旺               |
|                | 加里波第               |                |                                                                                   | 塞納-聖但尼省  | 塞納河畔聖旺               |
|                | 聖旺門                 |                |                                                                                   | 巴黎           | 17區、18區                 |
|                | 居伊·莫凯              |                |                                                                                   | 巴黎           | 17區、18區                 |
| 主線           |                        |                |                                                                                   |                |                            |
|                | 岔路口                 |                |                                                                                   | 巴黎           | 17區、18區                 |
|                | 克利希廣場             |                | (M) · (2)                                                                         | 巴黎           | 8區、9區、17區、18區       |
|                | 列日                   |                |                                                                                   | 巴黎           | 8區                        |
|                | 聖拉扎爾               |                | 法國城際列車、TER諾曼第                                                           | 巴黎           | 8區、9區                   |
|                | 米羅梅尼爾             |                | (M) · (9)                                                                         | 巴黎           | 8區                        |
|                | 香榭麗舍-克列孟梭      |                | (M) · (1)                                                                         | 巴黎           | 8區                        |
|                | 榮軍院                 |                | (M) · (8) · (RER) · (C)                                                           | 巴黎           | 7區                        |
|                | 瓦雷纳                 |                |                                                                                   | 巴黎           | 7區                        |
|                | 聖方濟各沙勿略         |                |                                                                                   | 巴黎           | 7區                        |
|                | 迪罗克                 |                | (M) · (10)                                                                        | 巴黎           | 6區、7區、15區             |
|                | 蒙帕纳斯-比安弗尼      |                | （巴黎蒙帕納斯） TGV、法國城際列車、TER諾曼第、TER中央-盧瓦爾河谷（巴黎蒙帕納斯） | 巴黎           | 6區、14區、15區            |
|                | 愉悅                   |                |                                                                                   | 巴黎           | 14區                       |
|                | 佩尔内蒂               |                |                                                                                   | 巴黎           | 14區                       |
|                | 普莱桑斯               |                |                                                                                   | 巴黎           | 14區                       |
|                | 旺沃门                 |                | (T) · (3)                                                                         | 巴黎           | 14區                       |
|                | 馬拉科夫-旺沃台        |                |                                                                                   | 上塞納省       | 馬拉科夫、旺沃             |
|                | 馬拉科夫-艾蒂安·多雷路 |                |                                                                                   | 上塞納省       | 馬拉科夫                   |
|                | 沙蒂永-蒙魯日          |                |                                                                                   | 上塞納省       | 沙蒂永、蒙鲁日             |

### 车站设施
13号线除最南部两个车站和西北支線过塞纳河一段位于地面之外，其余路段位于地底。大部分车站都设有两个侧式月台，右上左下。唯独沙蒂永-蒙鲁日站、瓦雷纳站、荣军院站和普莱耶尔十字路站设置了一岛一侧混合式月台供列车掉头，存放或返回车厂。另外列日站由于地面马路狭窄，两个月台呈交错式，北行月台在南、南行月台在北。岔路口站则设有侧式叠式月台，所有北行列车均在上层东侧月台月台停靠，从西北支線（阿尼耶-热讷维利耶）返回的列车在上层西侧月台停靠，从北部支線（圣但尼）返回的列车在下层月台停靠，之后上下层的南行轨道上下并行，至南边克利希广场站附近汇合。克利希门站为旧终点站，存在一终点环形軌道，故两个侧式月台相隔且不平行。
全线车站都设有自动售票机、咨询处及列车即时资讯显示器，部分车站设有残障人士设施和升降机。

### 舊站名
- 列日站在1914年8月2日之前叫做「柏林站」。
- 居伊·莫凯站在1946年1月27日之前叫做「马尔卡代-巴拉尼站」，而在1912年前仅叫做「马尔卡代站」。
- 香榭丽舍-克列孟梭站在1931年5月20日之前叫做「香榭丽舍车站」。
- 蒙帕纳斯-比安弗尼站在1942年10月6日之前是相对独立的两个临近车站：「蒙帕纳斯站」（4、12号线）和「比安弗尼站」（6、13号线）。两站合并之后，月台之间的换乘通道安装了電動扶梯。

### 车站特色

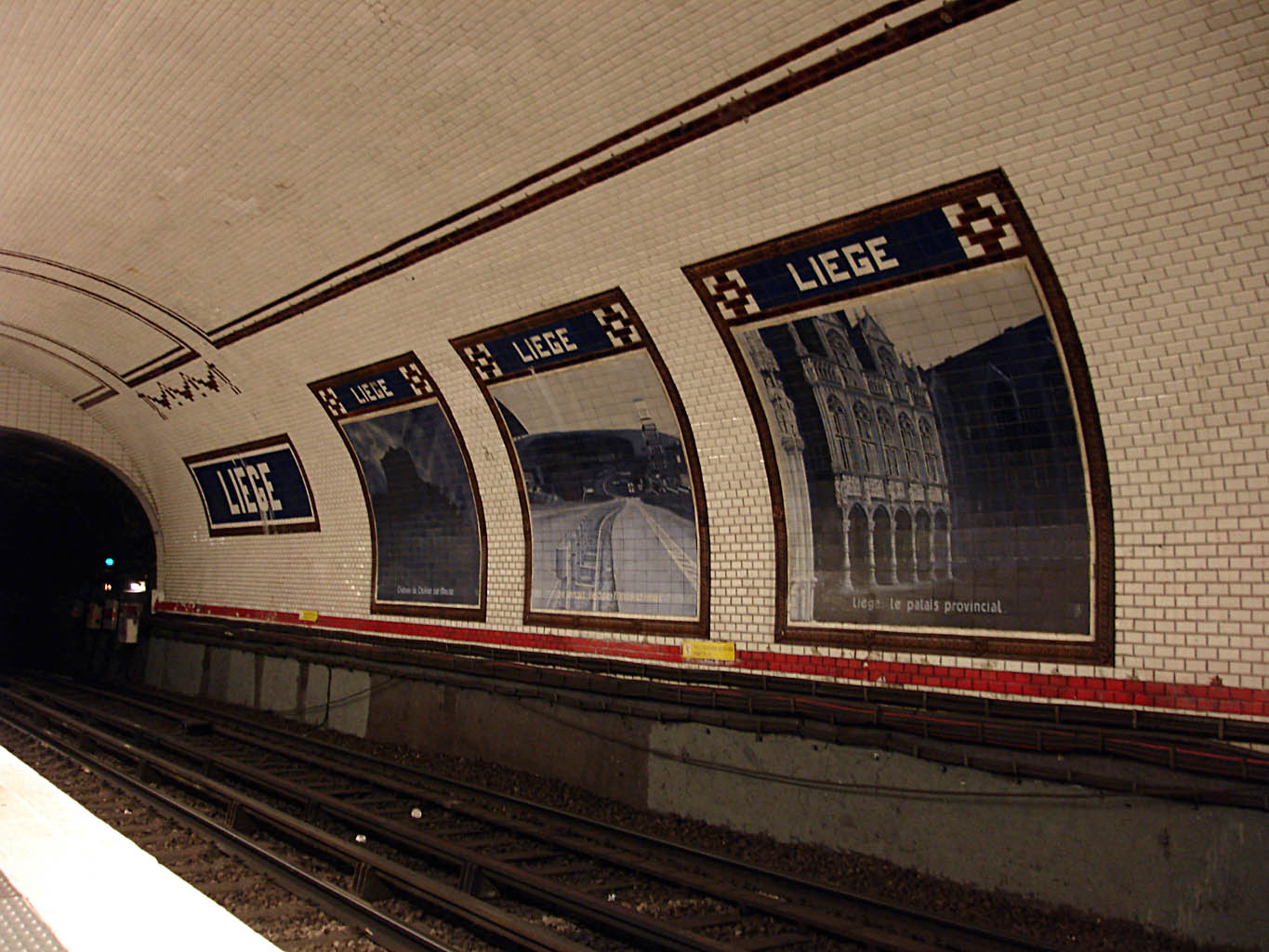
列日站的比利时乡土风情画

- 聖但尼聖殿站用大块的彩画玻璃装饰，主题样式与附近的圣但尼圣殿保持一致。
- 普莱耶尔十字路站的灯光为特别的蓝色调，车站走廊里以音乐主题作为装饰，以纪念创办附近钢琴制造厂的音乐家普莱耶尔。
- 居伊·莫凯站的玻璃橱窗里陈列着二战时法国烈士居伊·莫凯（法语：Guy Môquet）的生平事迹。
- 列日站在2006年之前，周一至周六晚上20时过后，每周日和节假日车站关闭。如今这个条令已经作废。在每个月台正对着的墙壁上，有瓷砖雕刻的比利时列日乡土风情画。
- 瓦雷纳站的岛式月台上有法国著名雕塑家奥古斯特·罗丹的作品「思想者」和「巴尔扎克像」的复制品。

13号线北部（圣拉扎尔-圣旺门/克利希门）最初由北南公司运营，北南公司的很多艺术装饰都保留了下来。比如：公司的陶瓷标志「NS」，车站名的马赛克装饰，车站站牌外框的颜色随车站而变化，转乘站为绿色，非转乘站为栗色。值得注意的是，在一些车站隧道口的上方会用马赛克雕刻隧道前方的方向（包括一个箭头指向右边月台）。而13号线其他大部分则由城铁公司，以及后来的大众运输公司修建，在左岸的不少车站，站牌还保留着城铁公司的马赛克装饰。而1970年代以后修建的车站，则拥有更加现代的箱式结构，更加宽敞和大气。因此13号线的车站建筑风格具有高度多样性。

## 使用车型

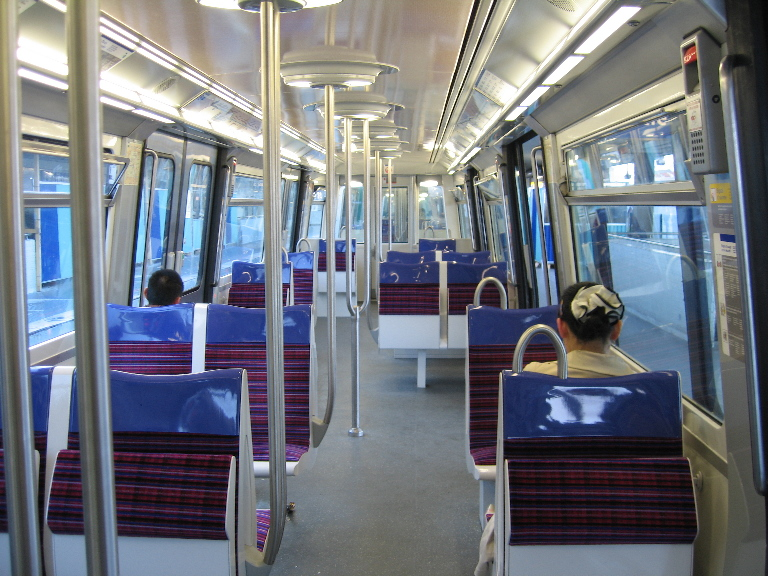
翻新后的MF 77内部

通车初期直至1930年，13号线使用经过优化的斯普拉格-汤姆森列车，列车为完全的金属材质，长度均一，颜色为柔和的浅蓝色而非常见的深绿色，车门布局更加平衡。另外南北公司给其配备了架空电缆和集电靴。1930年南北公司被并购，架空电缆被拆除。
1952年2月至1953年6月，3号线的用车更换为更加现代化和更高性能的MA 51列车。而1976年13号线和14号线合并后更换为MF 67列车，固有的MA 51则转交给10号线使用。然而到了1978年9月为了适应客流增长，MF 67列车开始被当时最新的MF 77列车替换，5节一组，至1982年12月完成替换工作.
2007年，13号线的部分MF 77列车进行过一次翻新，车厢设备进行过改善，并配备了自动音视讯系统（ASVA）。

## 使用状况
13号线是巴黎地铁系统其中一条繁忙的线路，其客流量达到1号线的2/3，且接近10号线3倍。从1992年到2004年，其客流量稳定的增长了10.8%。
| 年份            | 1992 | 1993 | 1994 | 1995 | 1996 | 1997 | 1998 | 1999 | 2000 | 2001  | 2002  | 2003  | 2004  | 2006  |
| 客流量 (百万人) | 94,9 | 92,7 | 92,3 | 81,5 | 85,4 | 暂缺 | 90,0 | 93,1 | 99,5 | 101,7 | 104,1 | 102,0 | 105,1 | 114.8 |

其中, 圣拉扎尔站和蒙帕纳斯-比安弗尼站的客流量分别达到3453万人和2946万人，高于线上其他站点。

### 客流饱和问题
13号线近几年由于高峰期的客流饱和问题而饱受诟病，特别是在圣拉扎尔站以北。由于分为两个分支，发车频率被大大限制，造成这样一种局面。现人流密度每平方米达到4.5人，已超过4人的设定上限。2003年12月14号线（不是上文所说的旧14号线）延长至圣拉扎尔站，使得13号线的饱和现象更加严重。另外巴黎北郊发展迅速也是导致13号线客流持续增长的原因。

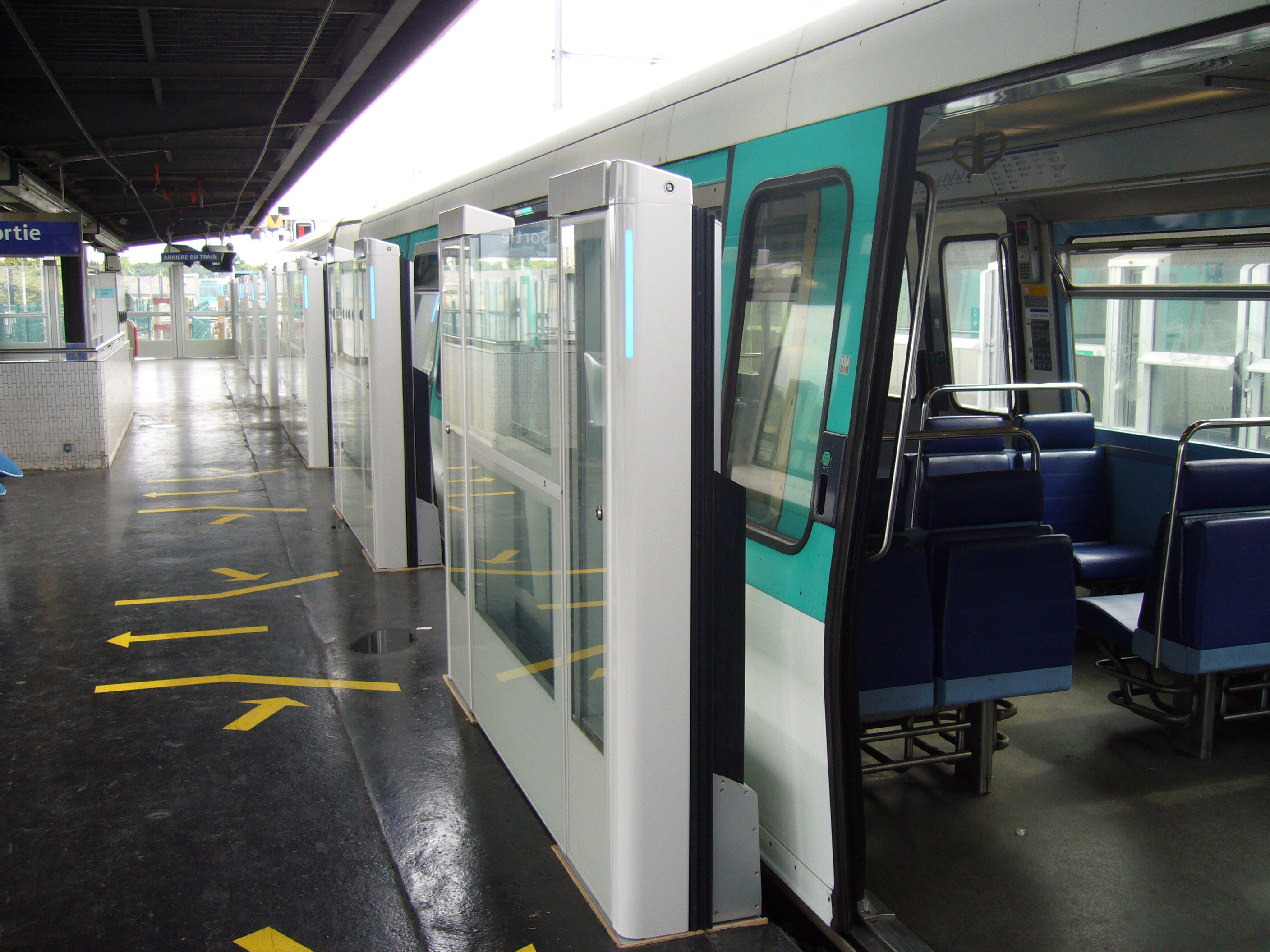
13号线新装的月台闸门

### 缓解措施
2006年12月起当局将每日运作在13号线上的列车增加至超过80辆，吞吐量因此增大了10%，南部沙蒂永终点自2008年6月起也更新为自动返回系统，以增加发车频率和缩短延误时间。自此高峰期的发车频率达到了95秒。相应地从沙蒂永站开始，13号线作为首条巴黎地铁线路（新14号线除外）开始安装月台闸门。预计到2010年底，将有10个车站率先安装月台闸门。当局已经和Kaba集团签署了一份关于此方面的合同。

## 未来计划

### 分支拆分
大众运输公司时下正在研究13号线的拆分问题。當時有两个方案可供选择，一是把新14号线向北延长，取代一个分支；二是把一个分支独立成一个支线13bis，独立运作，並在2015年之前完成。而之前法兰西岛规划办（SDRIF）已经于2006年11月提出计划要将新14号线延长行走圣但尼分支預計在2020-2030年之间完成。
然而法兰西岛运输联合会（STIF）经过仔细研究后，于2007年10月27日表示不赞同大众运输和SDRIF的计划，STIF认为：
- 如果要独立出13bis线，那么势必要在岔路口站和圣拉扎尔之间修第二条隧道，当中在克利希广场地底的工程繁重复杂，成本高达7亿欧元，並不划算。
- 可以考虑将西北分支（阿尼耶）在博尚站向南绕经维利耶站，之后再前往圣拉扎尔。
- 4号线向北延长至圣旺镇（在北分支上），可以有效缓解13号线的饱和状况，而且成本相对較低，只需约1.8-4亿欧元。但要以增加已经十分饱和的4号线客流量为代价。

最终经过多番讨论，当局决定将14号线向北延长，经过13号线西北分支的克利希门站，之后拐向东北，经过北分支的圣旺镇站，和未来4号线北延段相交，预计总共耗资8.9亿欧元，2017年完成。但此计划遭到了民众代表的反对，因为他们认为14号线的北延段只和13号线相交两个站，而13号线还要以两个分支运行下去，而且新终点站的地底已经遭到严重污染，如果方案实施则还要追加额外费用。克利希市政厅官员则于2008年1月29日同意该方案，但要求增加一个中间站"百姓居站"（Maison du Peuple）以改善周边公共交通.
另外一个解决方案即是计划中的大巴黎快线，虽然成本较高，但可以比较彻底的解决巴黎西北部的轨道交通问题。

### 北延段
由SDRIF提议，并由法兰西岛委员会在2008年9月25日通过了13号线北分支向北延长至"斯坦樱桃园站"，和未来的法兰西岛北环轻轨相交，预计在2014-2020年之间完成。

### 西北延段
2008年13号线西北分支延长至莱库尔蒂耶站之后，线路还将延长至热讷维利耶港，这里是法兰西岛通往大西洋的交通要道。

## 周边主要旅游景点
- 圣但尼圣殿
- 法兰西体育场
- 跳蚤市场
- 香榭丽舍大街
- 巴黎大皇宫
- 巴黎小皇宫
- 荣军院
- 蒙帕纳斯观光大厦
- 蒙帕纳斯公墓

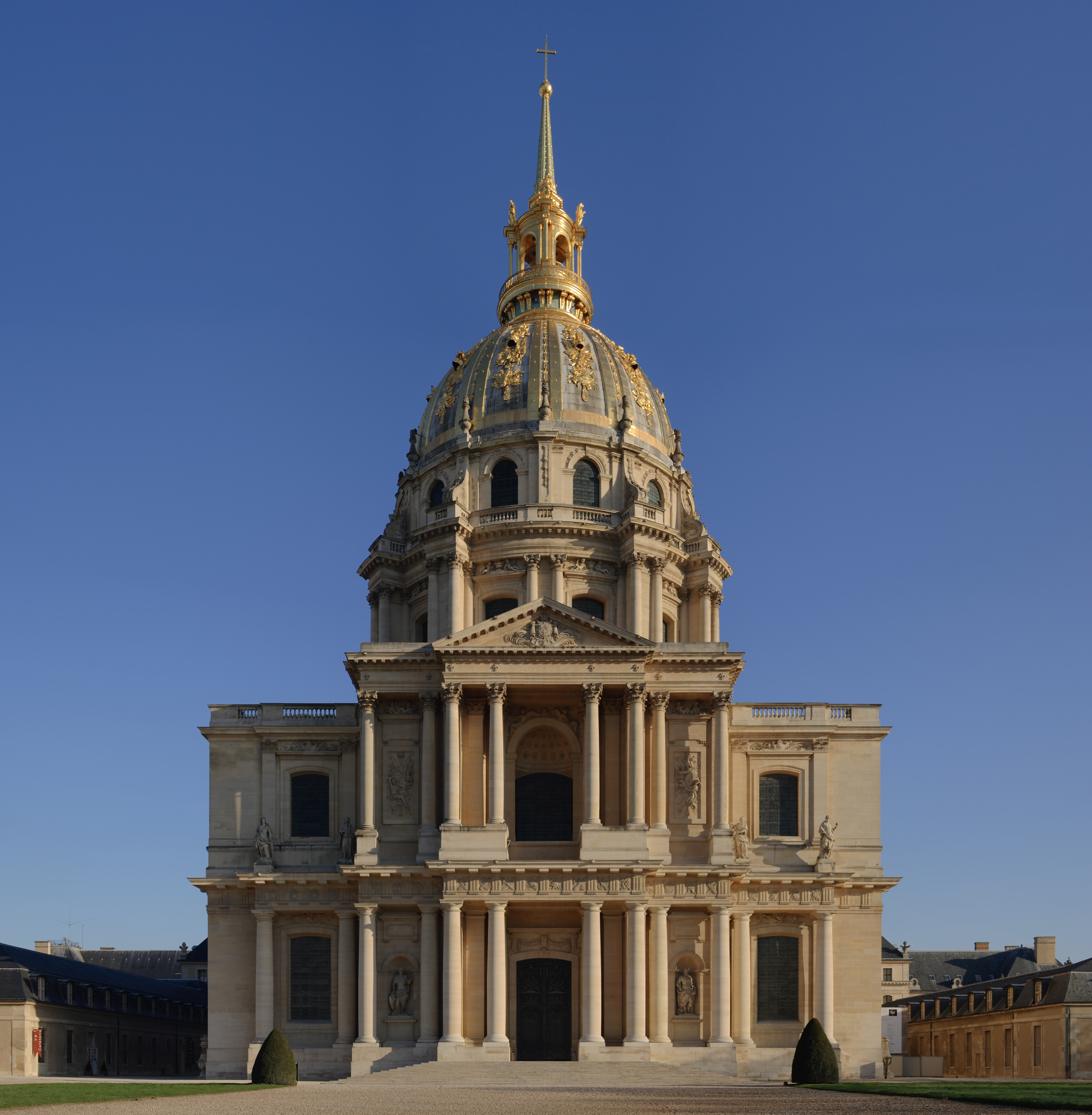
荣军院

但13号线经过北部治安不佳的地区，对此造成了一些不良影响。